# باول جون ماكورميك
باول جون ماكورميك (بالإنجليزية: Paul John McCormick)‏ هو قاضي ومحامي أمريكي، ولد في 23 أبريل 1879 في نيويورك في الولايات المتحدة، وتوفي في 2 ديسمبر 1960.